# Росковшенко, Иван Васильевич
Иван Васильевич Росковшенко (1809—1889) — председатель Московского цензурного комитета, писатель, поэт, переводчик и фольклорист, участник кружка харьковских романтиков. Тайный советник.

## Биография
Происходил из дворян Полтавской губернии. Родился 4 (16) августа 1809 года в селе Штеповка Лебединского уезда Харьковской губернии.
Учился в харьковском частном пансионе И. Н. Рейпольского, а с 1826 года — на этико-политическом отделении философского факультета Императорского Харьковского университета. После окончания университета, в 1829 году он поступил чиновником на службу в Департамент Министерства юстиции — канцелярским, оттуда в 1832 году был переведён в Комиссариатский департамент Военного министерства. 
В январе 1837 года уволен со службы и был определён помощником руководителя в Канцелярию хозяйственного комитета при Святейшем синоде. В том же году — помощник редактора «Журнала Министерства Народного Просвещения». Трудолюбием и способностями обратил на себя внимание министра народного просвещения С. С. Уварова и, благодаря ему, уже в 1839 году был назначен инспектором Тифлисской гимназии, дважды выполнял обязанности директора Закавказских училищ и Тифлисской гимназии (с 15.11. 1840 по 13.02.1841 и с 10.06.1841 по 16.09.1843). В 1844 году Росковшенко был командирован в Петербург и Москву для доставления назначенных по Высочайшему повелению в тамошние учебные заведения детей из грузинского дворянства. В 1845, 1847 и 1848 годах Росковшенко неоднократно исправлял должность директора Закавказских училищ и с декабря 1845 по июль 1847 , по назначению кавказского наместника графа М. С. Воронцова, был членом временной Комиссии для окончания училищных домов в Закавказском крае, а в мае 1848 года произведен в статские советники.
В 1839 году при отъезде из Петербурга ему дано было поручение подробно ознакомиться с положением учебной части в Закавказье и составить проект её преобразования. Во время своей службы в этом крае Росковшенко выступил горячим противником идеи об устройстве университета в Тифлисе, доказывая, что учреждение особого Закавказского университета послужит к обособлению Закавказья и отдалит его от России; средство же сближения окраины с Россией он видел в посылке местной молодежи в русские образовательные заведения. Это мнение Росковшенко, как известно, было принято; равным образом был также одобрен и его проект преобразования учебной части в Закавказье.
Враждебное отношение к Росковшенко многих лиц местной администрации, несмотря на полное к нему сочувствие наместника Кавказского князя M. С. Воронцова, заставило его просить о переводе из Тифлиса и в июне 1848 года он был переведён директором училищ Подольской губернии. Вскоре, за деятельные меры, принятые им к улучшению состояния частных еврейских учебных заведений, состоявших в Подольской губернии, и за доставление подробных сведений о них, ему объявлена была Киевским, Подольским и Волынским военным генерал-губернатором благодарность и в том же, 1850 году, Росковшенко был уволен для поправления здоровья и отправился в Карлсбад на минеральные воды, а в 1851 году за постоянно усердную и полезную службу начальником Киевского учебного округа ему была объявлена благодарность.
В 1852 году он снова ездил за границу, а в 1853 году был переведён директором Ровенской гимназии, но через два года, 28 августа 1855, из-за болезни был уволен от службы.
Пробыв в отставке три с половиною года, Росковшенко снова поступил на службу и в апреле 1859 года был назначен цензором в Московский цензурный комитет и через 5 лет, в апреле 1864 года, произведён, за отличия, в действительные статские советники.
С 21 декабря 1865 до 16 марта 1866 работал в должности председателя цензурного комитета, а 6 июня того же года — Министром внутренних дел ему было поручено председательствовать в Московском цензурном комитете; эти обязанности, совокупно с цензорской, Росковшенко выполнял по декабрь 1879 года.
В 1880 году был произведён в тайные советники. В том же 1880 году Росковшенко вышел в отставку, поселился в деревне и скончался 25 апреля (7 мая) 1889 года в селе Высоком Рыльского уезда Курской губернии.

## Творчество
Еще во время обучения в университете Харькова, Росковшенко принадлежал к кружку передовых студентов, группировавшемуся около И. И. Срезневского, занимался литературным творчеством, а через год в Петербурге выступил и в печати, поместив в «Вестнике Европы» (1830, кн. 3) стихотворение «Забвение». Жизнь в Петербурге и знакомство с лицами, причастными к литературе, побудили Росковшенко к деятельным литературным занятиям. Он напечатал в различных журналах, газетах и альманахах 1830-х годов много статей разнообразного, преимущественно исторического содержания (частью без подписи), а также много стихотворений с подписью своих инициалов («И. Р.») или с псевдонимом «Вильгельм Мейстер», а также стал деятельным сотрудником известного «Энциклопедического Лексикона» Плюшара (т. VIII—XII, СПб. 1837—1838).
Занимался одновременно переводами, в частности, Шекспира, из сочинений которого перевёл:
- «Ромео и Джульетту» (1839). Об этом переводе похвально отозвался критик Белинский,
- «Сон в летнюю ночь» (1841)
- Три сцены из «Ричарда III» (Действие І, сцена IV и Действие ІV, сцены II и III, 1838)
- «Виндзорские насмешницы» (в конце жизни, незадолго до смерти, не напечатано).

В последний период жизни своей И. В. Росковшенко активно занимался изучением западной живописи, а также историей Малороссии.
Собрал обширную и редкую коллекцию греческих, римских и восточных монет, большая часть которых была приобретена Эрмитажем.

## Избранные произведения
- Тоска по юге, (1832, с подп. И. Р.);
- рецензия на «Руководство к первоначальному обучению Русской Истории» Н. Г. Устрялова (1837);
- рецензия на «Словарь достопамятных людей» Д. Н. Бантыша-Каменского (1837);
- стихотворения:
  - «Нет Миньоны» (1838),
  - «Прости» (1838),
  - «Разлука» (1838),
  - «Два сонета» (1839),
  - «Сонет» (1839).

Поместил в издании «Собрание памятников народной украинской словесности» И. И. Срезневского 14 статей, а в «Русском Архиве» 1873 г. им опубликовано «Письмо графа К. Г. Разумовского к зятю его И. В. Гудовичу».

## Награды
- Орден Святого Владимира 3-й степени (1866),
- Орден Святого Станислава 1-й степени (1868)
- Орден Святой Анны 1-й степени (1873).